# 678471 Piermichelberge
678471 Piermichelberge este o planetă minoră (asteroid) din centura de asteroizi. A fost descoperită pe 19 septembrie 2017 la  de Michel Ory⁠(d). 
Obiectul prezintă o orbită caracterizată de o semiaxă mare de 3,0065125249436 UAi, o excentricitate de 0,26148194775175, o înclinație de 17,747354264246 ° în raport cu ecliptica.